# Lux perpetua
Lux perpetua – powieść historyczno-fantastyczna, autorstwa Andrzeja Sapkowskiego, wydana w 2006 roku przez superNOWĄ. Ostatnia część tzw. Trylogii husyckiej. Akcja powieści rozgrywa się w Polsce (epizod Częstochowski), Czechach i na Śląsku, a tłem dla niej są wojny husyckie. Jest to trzecia i ostatnia powieść o przygodach Reinmara z Bielawy, zwanego Reynevanem.
Całość trylogii to:
- Narrenturm
- Boży bojownicy
- Lux perpetua

Sam tytuł oznacza "nieustające światło" (łac. "lux, lucis" – światło, "perpetuus, perpetua, perpetuum" – nieustający). A tłumacząc mniej dosłownie, ale za to w zgodzie z tłumaczeniem utrwalonym w tradycji katolickiej (por. requiem), "Światłość wiekuista".

## Fabuła
Akcja książki rozpoczyna się na Śląsku, na początku roku 1429. Reinevan poszukuje swojej ukochanej Nikoletty, która została uwięziona przez ludzi papieskiej inkwizycji. Podąża do Wrocławia, gdzie próbuje zastraszyć ojca Felicjana, licząc, że ten altarysta przekaże mu informacje o miejscu przetrzymywania ukochanej. Jednocześnie zostaje publicznie wyklęty przez biskupa Konrada za współpracę z husytami oraz zabicie księcia Jana ziębickiego. Niebawem Reinmar zostaje rozpoznany i porwany, a następnie trafia w ręce bojowników pod dowództwem Urbana Horna. Wśród więźniów znajduje się jeden z czarnych jeźdzców, których zawołaniem jest „Adsumus...”. Pod obstawą udają się wspólnie do Pragi, jednak po drodze Reinmar zostaje oswobodzony przez dawnych przyjaciół: Szarleja i Samsona Miodka. Pomaga mu również młoda Żydówka, Rixa Cartafila de Fonseca, szpieg w służbie Władysława Jagiełły, króla Polski. 
W tym czasie Nikoletta, czyli Jutta de Apolda, jest przetrzymywana w klasztorze. Wspólnie z inną młodą kobietą, Weroniką, planują ucieczkę, która udaje się przy okazji wizyty Mikołaja z Kuzy w siedzibie zgromadzenie żeńskiego. Obie podróżują na terenach ogarniętych wojną, aż spotykają husyckiego agitatora w osobie Tybalda Rabego, który jest przyjacielem Reinmara. Podróżując w trójkę natrafiają na czarnych jeźdźców pod wodzą Grellenorta. Jutta zostaje schwytana i zraniona zatrutym przedmiotem przez czarownika. Niebawem odnajduje ją Reinevan, jednak jej stan zdrowia jest fatalny. Zakażenie rozprzestrzenia się po ciele i nawet zdolności medyczne Reinmara nie są w stanie pomóc - Jutta umiera w jego ramionach. Zrozpaczony Reinevan wraz z Szarlejem i Samsonem dołączają do rejzy. W czasie zdobywania jednego z miast Samson Miodek postanawia pomóc grupie dzieci w płonącym domu. Odniesione rany okazują się śmiertelne. Dalsze losy kierują Reinmara do Polski, gdzie spotyka grupę znajomych, którzy planują napaść na Jasną Górę. Chociaż Reinevan osobiście ratuje cudowny obraz, trafia do niewoli, gdzie przebywa aż do roku 1434.

## Odbiór
Powieść była zrecenzowana m.in. w Nowej Fantastyce 2007/01.

## Tłumaczenia
- wydanie czeskie, wyd. Leonardo, Ostrava, 2008
- wydanie słowackie, wyd. Slovart, 2007
- wydanie rosyjskie, wyd. AST – Chranitiel, Moskwa 2007
- wydanie ukraińskie, wyd. Zielony Pies, Kijów, 2007
- wydanie niemieckie, wyd. Dtv, München 2007,